# 훈야노 야스히데

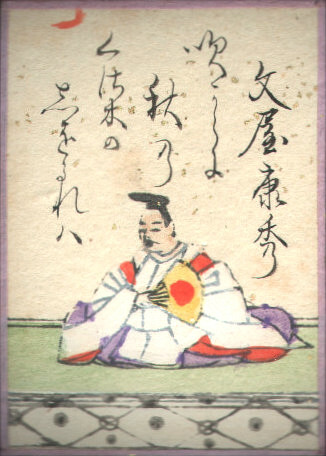
훈야노 야스히데

훈야노 야스히데(일본어: 文屋康秀, 생년 미상 ~ 885년?)는 일본 헤이안 시대의 시인이다. 중무성(中務省) 관리 훈야노 사네후미의 아들이다. 관위(官位)는 정6위상(正六位上).
간교(元慶) 원년(877년) 이후 관직에 나섰고, 미카와(三河)의 지방관으로도 나갔었다. 그가 지은 시는 《고킨와카슈》(古今和歌集) 등 각종 시집에 수록되어 6가선의 한 사람이기도 하다.

## 생애
훈야 씨는 덴무 천황의 손자 지누 왕(智努王), 오이치 왕(大市王)이 훈야(文室)라는 가바네를 사성받은 데서 비롯된다.
관인으로써는 간교 원년(877년)에 야마시로노다이죠(山城大掾), 3년(880년)에 봉전조(縫殿助)에 임관되었다는 것이 전해지고 있을 뿐이다. 이러한 관직들은 다소 미관말직에 해당하는 것이었다.
《고킨와카슈》의 가나(仮名) 서문에는 「글은 능숙하여 그 모양이 몸에 잘 어울리니, 비유하자면 상인이 좋은 옷을 걸친 것과 같다.」라고 평하고 있다. 칙찬(勅撰) 와카집으로는 《고킨와카슈》에 4수, 《고잔와카슈》(後撰和歌集)에 1수가 실렸고, 고킨슈(古今集)에도 두 수가 실렸는데 이는 아들 도모야스(朝康)의 작품으로 알려져 있다.
같은 육가선의 한 사람인 오노노 고마치(小野小町)와는 친밀한 사이였으며, 미카와 국에 부임했을 때 오노노 고마치를 불렀는데 이에 대해 코마치는 「영락해 몸에 얽매인 풀뿌리를 자르고 흐르는 물에 내던지려 하네」(わびぬれば 身をうき草の 根を絶えて 誘ふ水あらば いなむとぞ思ふ)라는 노래를 지어 대답했다고 전하고 있다. 훗날 《고금저문집》(古今著聞集)이나 《십훈초》(十訓抄) 등의 설화집에 이 노래를 주제로 한 이야기가 실리기도 했다.

## 와카
```
부는 바람에 가을의 초목이 쓰러지니 그래서 산바람은 폭풍이라던가.
吹くからに 秋の草木の しをるれば むべ山風を 嵐といふらむ
```